# Öffentliche Bildungsausgaben

## Situation in Deutschland
Zu den öffentlichen Bildungsausgaben zählen in Deutschland Ausgaben von Bund, Ländern und Gemeinden für Dienstleistungen in Vorschulen, Schulen, Hochschulen und sonstigen Ausbildungseinrichtungen. Auch Ausgaben für Forschung und Entwicklung an Hochschulen und Universitäten sowie für bildungsrelevante Zuliefererdienstleistungen wie öffentliche Ausgaben für Verpflegung, Transport und Unterbringung der Lernenden werden mit eingerechnet. Zu den öffentlichen Bildungsausgaben werden ferner die Ausgaben für Subventionierung von privaten Käufen von Bildungsgütern oder Dienstleistungen einschließlich Stipendien aus öffentlichen Kassen gerechnet.
In der Abgrenzung des vom Statistischen Bundesamt verwendeten Budgets für Bildung, Forschung und Wissenschaft wurden im Jahr 2009 in Deutschland vom öffentlichen und privaten Bereich 224,8 Mrd. Euro für Bildung, Forschung und Wissenschaft ausgegeben.
Die öffentlichen Bildungsausgaben traten seit 2001 durch das Programme for International Student Assessment (PISA) der OECD stärker in das öffentliche Interesse, da die Studie beunruhigend schwache Leistungen 15-jähriger deutscher Schüler in den meisten Kategorien offenlegte.
Auch haben Bund und Länder auf dem Bildungsgipfel im Oktober 2008 in Dresden beschlossen im Rahmen einer Qualifizierungsinitiative die gesamtstaatlichen Aufwendungen für Bildung und Forschung bis zum Jahr 2015 auf 10 Prozent des Bruttoinlandsprodukts zu steigern.
In internationaler Abgrenzung (OECD) wurden in Deutschland 2009 5,3 % des Bruttoinlandsprodukts für öffentliche und private Bildungseinrichtungen verwendet. Gemessen an der Wirtschaftskraft waren die Ausgaben in Deutschland deutlich niedriger als im OECD-Durchschnitt (6,2 %). Zu beachten ist, dass der Anteil der jungen Menschen (unter 30-Jährige), die zu einem großen Teil Bildungseinrichtungen besuchen, 2009 im OECD-Durchschnitt 39,2 % betrug, während der Anteil dieser Altersgruppe an der Bevölkerung in Deutschland bei 31,0 % lag. Im Vergleich zu 1995 stieg der BIP-Anteil in Deutschland von 5,1 % auf 5,3 %. In Relation zur Entwicklung ihrer Wirtschaftskraft haben beispielsweise die OECD-Staaten USA, Schweiz und Dänemark ihre Bildungsausgaben überproportional gesteigert, während in den Staaten Frankreich, Österreich und Israel der Anteil der Bildungsausgaben am BIP im Vergleichszeitraum zurückgegangen ist.
Am 29. November 2019 beschloss der Bundestag eine Änderung des Grundgesetzes, der die Beschränkung der Finanzhilfekompetenz des Bundes zur Mitfinanzierung von Investitionen auf finanzschwache Kommunen (Artikel 104c GG) aufheben würde und dem Bund zweckgebunden Finanzhilfen an die Länder für gesamtstaatlich bedeutsame Investitionen im Bereich des sozialen Wohnungsbaus gestatten würde (neuer Artikel 104d GG), sofern im Bundesrat ein Zwei-Drittel-Mehrheit dafür stimmen würde. Am 20. Februar 2019 kam es im Vermittlungsausschuss von Bundestag und Bundesrat zu einer Einigung auf einen Kompromiss.
2023 gaben öffentliche Haushalte in Deutschland 184 Milliarden Euro für Bildung aus. Das entspricht Ausgaben von rund 2200 Euro pro Kopf. Rund die Hälfte der Ausgaben (90 Mrd. Euro, 49 %) flossen an Schulen, 44 Mrd. Euro (24 %) auf die Kindertagesbetreuung und 36 Mrd. Euro (20 %) auf Hochschulen. Die öffentlichen Haushalte in Deutschland gaben 2022 durchschnittlich 9500 Euro für die Ausbildung eines Schülers aus. Davon entfielen 77 Prozent auf Personalkosten, 14 Prozent auf den Sachaufwand und 10 Prozent auf Investitionen.

## Situation in der Schweiz
Im Jahr 2016 betrug die öffentlichen Bildungsausgaben in der Schweiz 5,6 % des BIP.

## OECD-Länder
Im Jahr 2018 gaben die OECD-Länder im Durchschnitt 3,4 % des BIP für die Primar-, Sekundar- und postsekundäre, nicht tertiäre Bildung aus, wobei 3,1 % aus öffentlichen und weitere 0,3 % aus privaten Quellen stammten. Im selben Jahr beliefen sich die durchschnittlichen Ausgaben der OECD für die Hochschulbildung auf 1,4 % des BIP, wovon ca. zwei Drittel aus öffentlichen und ein Drittel aus privaten Quellen stammten. Gemessen am Nationaleinkommen sind Costa Rica, Israel und Norwegen die führenden Länder der OECD für Ausgaben in der Bildung. In allen drei Ländern beliefen sich 2018 die Gesamtausgaben (aus allen Quellen) für Bildung auf fast 4,8 % des BIP.